# Całkowita poprawka
Całkowita poprawka – poprawka wskazań kompasu magnetycznego o deklinację magnetyczną i dewiację kompasu. W wyniku korekty KK o wartość cp otrzymujemy wartość kursu rzeczywistego jednostki.
- KK+cp=KR

gdzie:
- KK - kurs kompasowy
- cp=δ+d - całkowita poprawka = dewiacja kompasu + deklinacja magnetyczna
- KR - kurs rzeczywisty